# ICt50
ICt50（Incapacitating Concentration Time、半数不能量）は、化学兵器に対する防御を持たない人員の50%を無力化することができる使用量や濃度を表す。
催涙ガスなどの効果量を示す指標として用いられている。具体的には目の痛みや皮膚の疼痛などを感じて一時的な失明などによって行動できなくなる濃度である。
致死性ガスの場合は致死量を示すLD50とICt50の値が近い場合もあるが、無力化ガスの場合は3桁は離れているのが普通である。例えばクロロアセトフェノンの場合にはICt50は5～15mg・min/m3であるのに対してLD50は8,500～25,000mg・min/m3と3桁以上も大きい。
催涙ガスの無力化効果は無いがガスの存在を感じる最小濃度をTC「識閾濃度」と呼ぶ。